# Pseudalmenus chlorinda
Espèce
Pseudalmenus chlorinda est un insecte lépidoptère de la famille des Lycaenidae de la sous-famille des Lycaeninae et du genre Lycaena rencontré en Australie.

## Taxonomie
Pseudalmenus chlorinda a été décrit pour la première fois par Emile Blanchard en 1848.
Les sous-espèces sont les suivantes :
- P. c. chlorinda se trouve en Tasmanie où il est considéré comme rare par le Tasmanian Threatened Species Protection Act 1995[2],[3] ;
- P. c. Zephyrus se trouve dans l'est du Victoria[2] ;
- P. c. fisheri se trouve dans le parc national des Grampians, au Victoria[2] ;
- P. c. Chloris se trouve près de Katoomba et Mittagong, en Nouvelle-Galles du Sud[2] ;
- P. c. barringtonensis se trouve dans la région des Barrington Tops, en Nouvelle-Galles du Sud[2].

## Description
Il a une envergure de 28 mm. Le mâle et la femelle sont semblables, avec les ailes de la femelle légèrement plus arrondies. Les ailes sont noires ou brunes sur le dessus avec des taches jaune-orangé. Les ailes postérieures ont des taches orange et une queue noire à bords blancs. Le dessous des ailes est jaune-gris avec des taches noires et orange. Les œufs sont vert pâle avec un diamètre d'environ 1 mm. Ils sont habituellement déposés en petits groupes sur les rameaux d'un acacia.
Les chenilles peuvent atteindre une longueur d'environ 3 cm. Elles ont une tête noire et un corps brun, rouge, jaune et noir. Les chenilles sécrètent un produit qui attire les fourmis Anonychomyrma biconvexa,.

## Répartition et habitat
On le trouve dans le sud-est de l'Australie dont la Nouvelle-Galles du Sud, le Victoria et la Tasmanie. L'espèce ne  se trouve que dans les zones où vivent les fourmis précitées et les plantes nécessaires pour l'alimentation des chenilles.

## Alimentation
Les chenilles se nourrissent de différentes espèces d'acacias, comme Acacia dealbata, Acacia decurrens, Acacia alata, Acacia mearnsii, Acacia melanoxylon, Acacia obtusata, Acacia pravissima, Acacia terminalis et  Acacia trachyphloia.

## Galerie

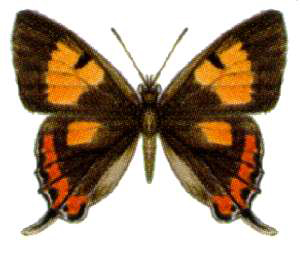
Vue dorsale